# 45 Андромеды
45 Андромеды (лат. 45 Andromedae, HD 7019) — двойная звезда в созвездии Андромеды на расстоянии приблизительно 341 световой год (около 105 парсеков) от Солнца. Видимая звёздная величина звезды — +5,786m.

## Характеристики
Первый компонент (CCDM J01112+3743A) — бело-голубой гигант или субгигант спектрального класса B7III-IV. Видимая звёздная величина звезды — +6,6m. Радиус — около 5,2 солнечных, светимость — около 413,92 солнечных. Эффективная температура — около 12874 K.
Второй компонент (CCDM J01112+3743B) удалён на 0,4 угловой секунды. Видимая звёздная величина звезды — +6,6m.